# Sadler (Texas)
Sadler es una ciudad ubicada en el condado de Grayson, Texas, Estados Unidos. Según el censo de 2020, tiene una población de 336 habitantes.

## Geografía
La localidad está ubicada en las coordenadas 33°40′55″N 96°50′55″O / 33.68194, -96.84861 (33.682066, -96.848711). Según la Oficina del Censo de los Estados Unidos, Sadler tiene una superficie total de 2.02 km², correspondientes en su totalidad a tierra firme.

## Demografía
Según el censo de 2020, hay 336 personas residiendo en Sadler. La densidad de población es de 166.34 hab./km². El 81.55% de los habitantes son blancos, el 1.19% son afroamericanos, el 1.49% son amerindios, el 0.89% son de otras razas y el 14.88% son de una mezcla de razas. Del total de la población, el 5.95% son hispanos o latinos de cualquier raza.